# رئیس عبدالباقی ملک‌زاده
رئیس عبدالباقی ملک‌زاده (زاده ۱۳۴۸ ولسوالی فرخار ولایت تخار) سیاستمدار افغانستان و نماینده مردم ولایت تخار در دوره‌های پانزدهم و شانزدهم مجلس نمایندگان است؛ و در مجلس شانزدهم نمایندگان افغانستان عضو کمیسیون مالی، بودجه، محاسبات عمومی و امور بانک‌ها می‌باشد.

## زندگی‌نامه
رئیس عبدالباقی ملک‌زاده زاده ۱۳۴۸ از ولسوالی فرخار ولایت تخار می‌باشد. ایشان تحصیلات ابتدایی خود را در لیسه سمیع شهید در تخار به اتمام رساند. وی سند لیسانس خود را در رشته اقتصاد و کارخانه از دانشگاه تاجیکستان بدست آورد. ایشان از سال ۱۳۶۴ تا اکنون در تجارت لباس نیز فعالیت دارد.

## دیگر فعالیت‌ها
دیگر فعالیت‌های ایشان:
- عضو لویه جرگه اضطراری.
- عضو لویه جرگه تصویب قانون اساسی.
- نماینده مردم تخار در دوره پانزدهم مجلس نمایندگان.